# Club Puebla
A Club Puebla (2016 nyaráig Puebla Fútbol Club; legismertebb becenevén La Franja, vagyis „a (díszítő) csík/szalag”) a mexikói Puebla városának labdarúgócsapata. A fehér–kék klubszínekkel rendelkező, 1944-ben alapított együttes kétszeres bajnok (1983, 1990) és ötszörös kupagyőztes. 1991-ben megnyerték a CONCACAF-bajnokok kupáját is.

## Története
A csapatot 1944-ben alapították, többségében angolok. Első fellépésüre a kupában került sor a Veracruz otthonában 1944. május 7-én. A bajnokságban először augusztus 20-án léptek pályára, méghozzá első stadionjukban, az El Miradorban, az Atlas ellen.
A Puebla jó szerepléssel kezdte mind a bajnokságot (második és harmadik helyet is szereztek néhány éven belül), mind a kupát (amit 1945-ben és 1954-ben meg is nyertek). Azonban a következő években jelentkező problémák miatt a csapat az 1956–1957-es szezonban visszavonult a ligától és csak 8 év múlva tért vissza, akkor is csak a másodosztályba. Itt 6 évet szerepeltek, végül 1970-ben jutottak fel a legmagasabb szintre ismét.
Első bajnoki címüket 1983-ban szerezték, amikor is a döntőben a Guadalajara együttesét verték büntetőpárbajban. Ugyancsak egy guadalajarai csapatot győztek le az 1990-es döntőben, ezúttal a Leones Negrost, és így szerezték meg második és eddigi utolsó aranyérmüket. Bejutottak a CONCACAF-bajnokok kupájába is, és meg is nyerték azt. 2015-ben újabb sikert könyvelhettek el: ötödször is megnyerték a mexikói kupát.
2016 nyarán nagy viták után új nevet és teljesen új címert választott magának a klub: az addigi Puebla FC helyett Club Puebla néven szerepelnek, a díszítő csíkkal keresztezett pajzs helyett pedig kör alakú, a város történelmére is utaló címerük lett.

## Bajnoki eredményei
A csapat első osztályú szereplése során az alábbi eredményeket érte el:

### A régi rendszerben
| Év        | Helyezés |
| --------- | -------- |
| 1944–1945 | 2. hely  |
| 1945–1946 | 3. hely  |
| 1946–1947 | 4. hely  |
| 1947–1948 | 4. hely  |
| 1948–1949 | 4. hely  |
| 1949–1950 | 7. hely  |
| 1950–1951 | 7. hely  |
| 1951–1952 | 8. hely  |
| 1952–1953 | 6. hely  |
| 1953–1954 | 3. hely  |
| 1954–1955 | 9. hely  |
| 1955–1956 | 13. hely |

### A rájátszásos rendszerben
| Év                | Alapszakasz-helyezés                                                           | Eredmény a rájátszásban |
| ----------------- | ------------------------------------------------------------------------------ | ----------------------- |
| 1970–1971         | 11. hely                                                                       |                         |
| 1971–1972         | 7. hely                                                                        |                         |
| 1972–1973         | 8. hely                                                                        |                         |
| 1973–1974         | 5. hely                                                                        | Elődöntős               |
| 1974–1975         | 10. hely                                                                       |                         |
| 1975–1976         | 18. hely                                                                       |                         |
| 1976–1977         | 10. hely                                                                       |                         |
| 1977–1978         | 18. hely                                                                       |                         |
| 1978–1979         | 7. hely                                                                        |                         |
| 1979–1980         | 13. hely                                                                       |                         |
| 1980–1981         | 12. hely                                                                       |                         |
| 1981–1982         | 8. hely                                                                        |                         |
| 1982–1983         | 3. hely                                                                        | Bajnok                  |
| 1983–1984         | 13. hely                                                                       |                         |
| 1984–1985         | 10. hely                                                                       | Negyeddöntős            |
| Prode 1985        | 1. hely                                                                        | Elődöntős               |
| México 1986       | 3. hely                                                                        | Negyeddöntős            |
| 1986–1987         | 6. hely                                                                        | Elődöntős               |
| 1987–1988         | 10. hely                                                                       | Negyeddöntős            |
| 1988–1989         | 1. hely                                                                        | Negyeddöntős            |
| 1989–1990         | 3. hely                                                                        | Bajnok                  |
| 1990–1991         | 10. hely                                                                       | Elődöntős               |
| 1991–1992         | 7. hely                                                                        | 2. hely                 |
| 1992–1993         | 9. hely                                                                        |                         |
| 1993–1994         | 14. hely                                                                       |                         |
| 1994–1995         | 7. hely                                                                        | Negyeddöntős            |
| 1995–1996         | 18. hely                                                                       |                         |
| 1996 tél          | 4. hely                                                                        | Elődöntős               |
| 1997 nyár         | 13. hely                                                                       |                         |
| 1997 tél          | 13. hely                                                                       |                         |
| 1998 nyár         | 15. hely                                                                       |                         |
| 1998 tél          | 18. hely                                                                       |                         |
| 1999 nyár         | 18. hely                                                                       |                         |
| 1999 tél          | 12. hely                                                                       |                         |
| 2000 nyár         | 8. hely                                                                        | Negyeddöntős            |
| 2000 tél          | 16. hely                                                                       |                         |
| 2001 nyár         | 5. hely                                                                        | Elődöntős               |
| 2001 tél          | 10. hely                                                                       |                         |
| 2002 nyár         | 18. hely                                                                       |                         |
| 2002 Apertura     | 16. hely                                                                       |                         |
| 2003 Clausura     | 19. hely                                                                       |                         |
| 2003 Apertura     | 15. hely                                                                       |                         |
| 2004 Clausura     | 16. hely                                                                       |                         |
| 2004 Apertura     | 12. hely                                                                       |                         |
| 2005 Clausura     | 15. hely                                                                       |                         |
| 2007 Apertura     | 14. hely                                                                       |                         |
| 2008 Clausura     | 11. hely                                                                       |                         |
| 2008 Apertura     | 18. hely                                                                       |                         |
| 2009 Clausura     | 5. hely                                                                        | Elődöntős               |
| 2009 Apertura     | 7. hely                                                                        | Negyeddöntős            |
| 2010 Bicentenario | 13. hely                                                                       |                         |
| 2010 Apertura     | 13. hely                                                                       |                         |
| 2011 Clausura     | 14. hely                                                                       |                         |
| 2011 Apertura     | 12. hely                                                                       |                         |
| 2012 Clausura     | 12. hely                                                                       |                         |
| 2012 Apertura     | 16. hely                                                                       |                         |
| 2013 Clausura     | 12. hely                                                                       |                         |
| 2013 Apertura     | 13. hely                                                                       |                         |
| 2014 Clausura     | 16. hely                                                                       |                         |
| 2014 Apertura     | 15. hely                                                                       |                         |
| 2015 Clausura     | 14. hely                                                                       |                         |
| 2015 Apertura     | 7. hely                                                                        | Negyeddöntős            |
| 2016 Clausura     | 12. hely                                                                       |                         |
| 2016 Apertura     | 12. hely                                                                       |                         |
| 2017 Clausura     | 18. hely                                                                       |                         |
| 2017 Apertura     | 15. hely                                                                       |                         |
| 2018 Clausura     | 10. hely                                                                       |                         |
| 2018 Apertura     | 12. hely                                                                       |                         |
| 2019 Clausura     | 10. hely                                                                       |                         |
| 2019 Apertura     | 18. hely                                                                       |                         |
| 2020 Clausura     | 10. hely Nem hivatalos eredmény, mivel a bajnokságot 10 forduló után törölték. |                         |
| 2020 Apertura     | 12. hely                                                                       | Negyeddöntős            |
| 2021 Clausura     | 3. hely                                                                        | Elődöntős               |
| 2021 Apertura     | 7. hely                                                                        | Negyeddöntős            |
| 2022 Clausura     | 5. hely                                                                        | Negyeddöntős            |
| 2022 Apertura     | 8. hely                                                                        | Negyeddöntős            |
| 2023 Clausura     | 11. hely                                                                       |                         |
| 2023 Apertura     | 6. hely                                                                        | Negyeddöntős            |
| 2024 Clausura     | 18. hely                                                                       |                         |

## Stadion
A csapat otthona, az Estadio Cuauhtémoc Pedro Ramírez Vázquez tervei alapján épült, 1968. október 6-án avatták fel. Itt rendezték az 1970-es és az 1986-os labdarúgó-világbajnokság több mérkőzését is. 1986-ban és 2015-ben is bővítették, jelenleg nézőterének befogadóképessége 51 726 fő.